# Trudi Klever
Trudi Klever (Vught, 9 augustus 1964) is een Nederlands actrice en toneelspeelster.
Klever studeerde af aan de opleiding voor beeldend kunstenaar aan de Hogeschool voor de Kunsten Arnhem en aan de Toneelschool Arnhem. Zij speelde bij uiteenlopende gezelschappen zoals Het Oranjehotel in De mensenhater en in Polaroid, bij Bonheur in Krazy kat en Het hart is een eenzame jager, bij Theatergroep Het Vervolg in De Vliegende Hollander, bij De Paardenkathedraal in Ivanov en Yerma en bij Alex d'Electrique in Gehavend. Ook was zij te zien in voorstellingen van Dogtroep en het Amsterdamse Bos. Vanaf oktober 2006 speelt zij bij het Zuidelijk Toneel in Breekbaar (Strijards) met onder andere Bert Luppes en Ria Eimers. Ze speelde ook in Komt een man bij de dokter, waarin ze iedere aflevering verschillende sketches deed. Ze speelde ook in een aflevering van Fc Kip.
Klever speelde een rol in de jeugdserie Het Huis Anubis als Marijke Rodenmaar (moeder van Danny en Sofie, zus van Victor en opvolgster van Trudie). Verder speelde ze in de jeugdserie SpangaS een bijrol als de depressieve moeder van Raaf. 

## Filmografie

### Film
- 2009: Koning Aap
- 2011: Collins Kosmos, als moeder
- 2012: Guilty Movie, als juf Kockelkoren
- 2015: Vliegen, als rouwende vrouw
- 2016: De helleveeg, als buurvrouw Hanny
- 2016: Renesse, als moeder van Bas
- 2021: Feast, als politiemedewerker
- 2022: Good Bad Girl, als Jenny Waarhuis

### Televisie
- 1995: Coverstory, als Inge van Laar
- 2009: Het Huis Anubis, als Marijke Rodenmaar
- 2010: Bernhard, schavuit van Oranje, als Greet Hofmans
- 2012-2024: Komt een man bij de dokter, als verschillende personages
- 2012-2015: SpangaS, als Karine Verkaik
- 2013: Volgens Robert, als Reina
- 2013: Ik ook van jou, als Christina
- 2016: Danni Lowinski, als verpleegkundige
- 2017: De mannentester, als Marijke
- 2017: De Spa, als klant
- 2018: Fenix, als woordvoerder
- 2019: Zeven kleine criminelen, als Mirande
- 2020: Hollands Hoop, als begeleidster taakstrafjongeren
- 2023: All Stars en Zonen, als Bobo